# کالین میلر
کالین میلر (انگلیسی: Colin Miller؛ زادهٔ ۴ اکتبر ۱۹۶۴) بازیکن سابق و مربی فوتبال اهل کانادا است.
از باشگاه‌هایی که در آن بازی کرده‌است می‌توان به باشگاه فوتبال سنت جانستون، باشگاه فوتبال هارت آف میدلوتیان، باشگاه فوتبال رنجرز، باشگاه فوتبال دانفرملین اتلتیک، باشگاه فوتبال ایر یونایتد، باشگاه فوتبال دونکستر راورز، و باشگاه فوتبال همیلتون آکادمیکال اشاره کرد.
وی همچنین در تیم‌های ملی فوتبال زیر ۲۰ سال کانادا و کانادا بازی کرده‌است.